# Ann Bonfoey Taylor
Ann Bonfoey Taylor (3 de dezembro de 1910 - 28 de outubro de 2007) foi uma aviadora norte-americana, instrutora de voo e designer de moda.

## Início da vida
Taylor nasceu em Ardmore, Pensilvânia, EUA, numa família rica, que era dona de uma farmacêutica e de um empresa de fabricação de corantes, Putnam Corantes. Ela cresceu em Quincy, Illinois, com três irmãos. Quando ela tinha seis anos de idade, o seu pai apresentou-a à aviação num biplano de cockpit aberto, e quando ela tinha 12 anos, ele contratou um professor para ensiná-la a voar.